# Корнеліс Віссхер

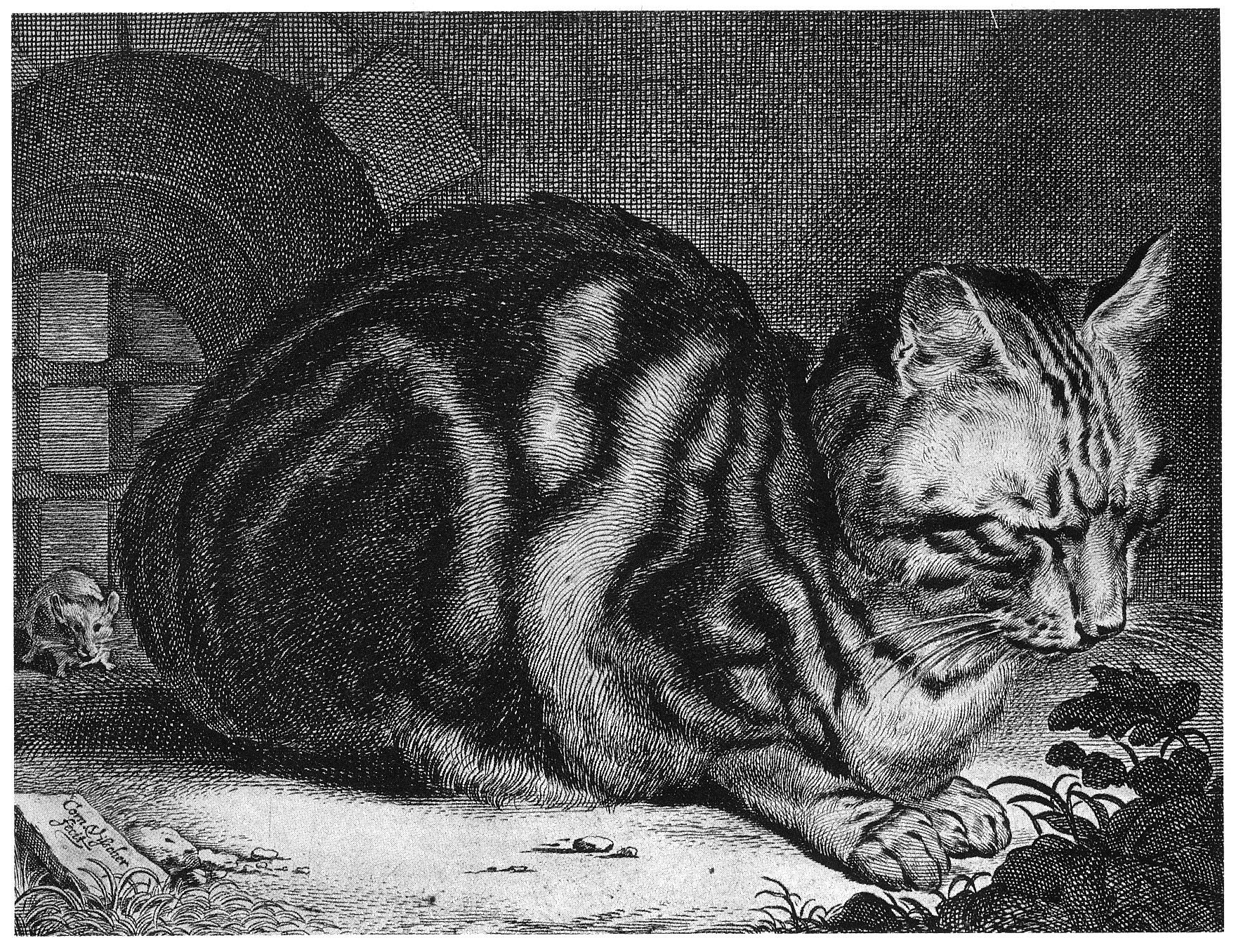
«» (+1657), Британський музей

Корнеліс Віссхер (Wisscher; 1629—1662) — голландський гравер і рисувальник золотої доби голландського живопису; входив до Гільдії Святого Луки.

## Біографія
Народився 1629 року в Гарлемі. Старший брат Ламбрехта Віссхера (1634 — після 1677) та Яна Віссхера (1636 — після 1691).
У своєму мистецтві майстерно передавав твори живописців, виконані як широким, так і тонким пензлем. В кінці своєї діяльності працював водночас і голкою, і різцем, чергуючи ці інструменти для отримання бажаного ефекту.
Помер 1662 року в Амстердамі.

## Твори
Коренліс Віссхер створив до 180 дощок, почасти з власних малюнків, а почасти з картин Гвідо Рені, Рубенса, Пітера ван Лара, Берхема та інших, а також багато портретів.